# Hirasa likiangina
Hirasa likiangina är en fjärilsart som beskrevs av Eugen Wehrli 1953. Hirasa likiangina ingår i släktet Hirasa och familjen mätare. Inga underarter finns listade i Catalogue of Life.